# Алексієвська селищна адміністрація
Алексі́євська селищна адміністрація (каз. Алексеевка кенттік әкімдігі, рос. Алексеевская поселковая администрация) — адміністративна одиниця у складі Зерендинського району Акмолинської області Казахстану. Адміністративний центр — селище Алексієвка.
Населення — 2017 осіб (2021; 2164 у 2009, 2991 у 1999, 4512 у 1989).
Станом на 1989 рік існувала Алексієвська селищна рада (смт Алексієвка, села Жаманаші, Чаглінка) колишнього Кокчетавського району.

## Склад
До складу округу входять такі населені пункти:
| Населений пункт            | Населення, осіб (1989) | Населення, осіб (1999) | Населення, осіб (2009) | Населення, осіб (2021) |
| -------------------------- | ---------------------- | ---------------------- | ---------------------- | ---------------------- |
| Алексієвка, селище         | 3810                   | 2335                   | 1560                   | 1405                   |
| Жаманаші, станційне селище | 39                     | 54                     | 60                     | 53                     |
| Чаглінка, село             | 663                    | 602                    | 544                    | 559                    |